# Лапландский сыр

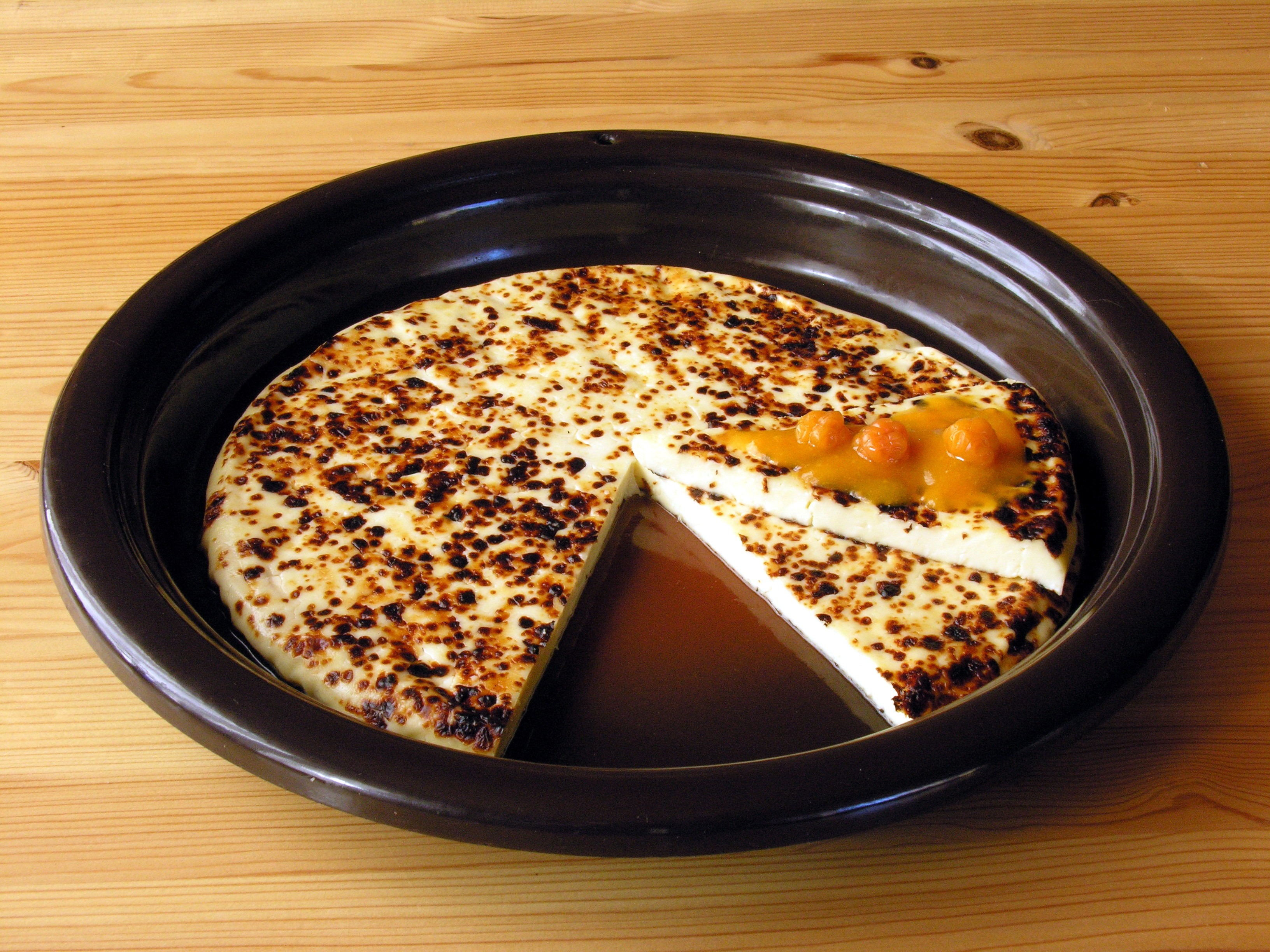
Лапландский сыр с морошковым вареньем

Лапландский сыр, лейпяюусто (фин. leipäjuusto и швед. brödost, дословно — «хлебный сыр», также в ходу и другое название — juustoleipä, «сырный хлеб») — свежий сыр из коровьего молока, который делают в Финляндии. Традиционно изготовляется из молозива, возможно добавление оленьего или даже козьего молока. Современный промышленно производимый сыр делают из обычного молока, что обедняет цвет и вкус.
Имеет довольно мягкую текстуру и нежный сладковатый вкус. На зубах поскрипывает, создавая ощущение «резиновости», отчего получил в английском языке название «Finnish squeaky cheese» — «финский скрипучий сыр».
В финских магазинах продается в форме больших и миниатюрных лепёшек, а также кусками.

## Изготовление
Процесс приготовления сыра традиционен: молоко нагревают, затем добавляют сычужный фермент, который вызывает отделение белковой массы от сыворотки. Получаемую сырную массу собирают в комок и раскатывают в лепёшку. Сыр запекают в духовке или на гриле либо фламбируют, в результате чего на поверхность лепешки выступает жир, образуя естественный защитный золотистый слой.

## История
Ведет своё происхождение из Похьянмаа, Кайнуу и северной Финляндии. Раньше сыр производили на областных или местных молочных комбинатах; когда комбинаты стали укрупнять, производство лапландского сыра сохранилось только на мелких частных маслозаводах и сыроварнях.
Раньше сыр изготавливали весной и осенью, когда молока было много. Сыр считался деликатесом и его иногда давали работникам вместо денег, например в качестве платы за сенокосные работы. Сыр высушивали и хранили, например в закроме вместе с зерном. Так он мог храниться годами. Засушенный чёрствый сыр размягчался при нагревании его на углях. Кусочки сыра клали в различные супы.

## Употребление
Этот сыр едят теплым или холодным, существует несколько вариантов подачи:
- нарезанный на кусочки сыр подают с морошковым желе или свежей морошкой.
- сырную лепешку режут на кусочки, сверху заливают горячим кофе. В Швеции это блюдо называют kaffeost («кофейный сыр»). Сыр едят ложкой прямо из кофе.
- сыр нарезают в чашку или тарелку, сверху наливают сливки, чтобы кусочки немного пропитались, посыпают небольшим количеством сахара и корицы и отправляют ненадолго в духовку. Подают с морошковым желе.
- в современной лапландской кухне нарезанный кубиками сыр часто используется в качестве замены «Феты» в салатах.
- в качестве десерта хлебный сыр подают так же, как «Камамбер»: поджаренным на сливочном масле на сковороде до смягчения, с вареньем, обычно морошковым.